# Sundarion brunniventris
Sundarion brunniventris är en insektsart som beskrevs av Leon Fairmaire. Sundarion brunniventris ingår i släktet Sundarion och familjen hornstritar. Inga underarter finns listade i Catalogue of Life.